# Hermann Schumacher
Hermann Albert Schumacher, född 6 mars 1868 i Bremen, död 3 oktober 1951 i Göttingen, var en tysk nationalekonom. Han var bror till Fritz Schumacher.
Schumacher blev 1891 filosofie doktor i Jena, studerade 1893 spannmålshandelns organisation i USA och 1897–98 industri- och handelsförhållandena i Kina, Japan och Korea. Han var en följd av år vetenskapligt biträde inom preussiska ministeriet för offentliga arbeten, blev 1899 extra ordinarie professor vid Kiels universitet, 1901 studierektor vid handelshögskolan i Köln och extra ordinarie professor i statsvetenskap vid Bonns universitet samt 1917–35 ordinarie professor i socialpolitik vid Berlins universitet. Som förste utbytesprofessor mellan tyska och amerikanska universitet föreläste han 1906–07 vid Columbia University i New York, och hösten 1911 höll han vid Handelshögskolan i Stockholm en serie föreläsningar om Ostasiens ekonomiska problem. 
Schumacher var medutgivare av och medarbetare i "Deutschland und der Weltkrieg" (1915). Hans författarskap, historisk-deskriptivt till sin karaktär, uppbars av mångsidiga kunskaper, praktiska iakttagelser och erfarenheter.  Han åsyftade framför allt vad man kallar en dynamisk förklaring av det ekonomiska livet. Han var även en skicklig föreläsare.